# Kastell Obernburg

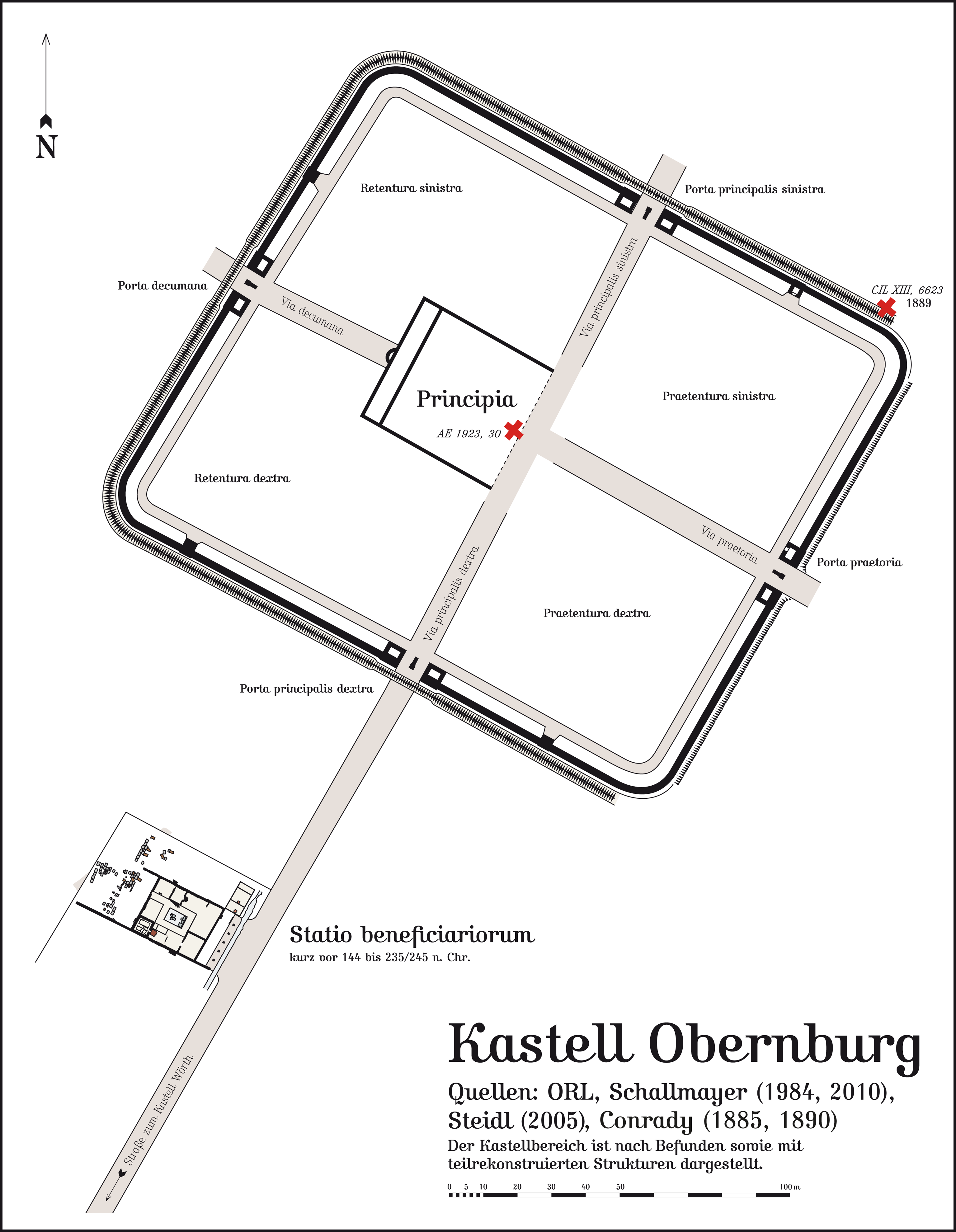
Das Kastell Obernburg mit der Beneficiarier-Station nach Grabungen von 1882 bis 2007

Das Kastell Obernburg war ein römisches Kohortenkastell inmitten der Altstadt von Obernburg am Main, einer Stadt des Landkreises Miltenberg im bayerischen Regierungsbezirk Unterfranken. Das Kastell gehörte zur Mainlinie des Obergermanischen Limes und ist heute vollständig überbaut. Überregional bekannt wurde der einstige römische Garnisonsort aufgrund seiner reichen Inschriftenfunde, die größtenteils aus dem Weihebezirk einer Benefiziarierstation stammen, sowie durch weitreichende, neu gewonnene Erkenntnisse zum Aufbau der Station.

## Lage

Wilhelm Conrady (1829–1903), Streckenkommissar der Reichs-Limeskommission ermittelte als erster die Strukturen des Kastells und barg wichtige Funde

Die Lage des Kastells am nördlichen Scheitelpunkt des Odenwaldlimes.

Das Kastell wurde als Teil des Nassen Limes am westlichen Ufer des Untermains errichtet. Der Fluss hat sich tief in die Landschaft eingegraben, aber dennoch kein allzu breites Bett ausgebildet. Die umliegenden Höhenzüge haben ihre zerklüfteten Formen durch zumeist kleine, enge Täler erhalten, die den Main über kleine Flüsse und Bäche mit Wasser versorgen. Die römisch bebaute Uferterrasse des Stroms war relativ schmal und wurde im Westen durch baumbewachsene, steil ansteigende Hänge begrenzt. Schräg gegenüber dem Kastell mündet das Spessartflüsschen Elsava, südlich, von Westen kommend, die Mümling in den Main. Bis heute diskutiert die Forschung, ob Obernburg nicht zu einem sehr frühen Zeitpunkt in Bezug zum etwas südlicher beginnenden Neckar-Odenwald-Limes zu setzen ist, da der heute bekannte Ausgangspunkt dieses Grenzabschnitts im Kastell Wörth begann. Diese Garnison, weniger als acht Kilometer südlich von Obernburg am Main gelegen, wurde nach modernen Erkenntnisse etwas später als der in der Zeit um 110/115 n. Chr. zunächst als Postenweg angelegte Odenwaldlimes errichtet. So könnte das bereits um 100/110 n. Chr. angelegte Obernburg in der Anfangsphase eine gewisse Rolle am Nordende dieses Grenzabschnitts gespielt haben.

## Forschungsgeschichte
Die oberirdischen Strukturen des Steinkastells müssen noch bis ins Mittelalter prägend gewesen sein, da sich die Haupttrassen des Lagers sowie Teile der Umwehrung der Anlage bis heute als Straßenzüge im Weichbild der Stadt deutlich abzeichnen, auch wenn sich nichts mehr an sichtbarem Mauerwerk erhalten hat. So nimmt die Badgasse den Verlauf der Via praetoria, der nach Südosten zum Haupttor (Porta praetoria) des Lagers führenden Straße auf und die Römerstraße (früher: Hauptstraße) entspricht dem Verlauf der Via praetoria, die zum Südwest- und Nordosttor (Porta principalis dextra und Porta principalis sinistra) führte. Selbst die in einer römischen Garnison rückwärtige Via decumana mit ihrer Trasse zum vierten Lagertor im Nordwesten, wird teilweise in ihrem ungefähren Verlauf von der Schmiedgasse wiederaufgenommen. Die Obere Gasse wiederum zeichnet den vorderen Teil der Kastell-Südfront nach. Um auf das römische Militärlager hinzuweisen, wurde nach 1984 die einstige Porta praetoria im Straßenpflaster der Badgasse an Ort und Stelle kenntlich gemacht.
Als Standort eines römischen Kastells wurde Obernburg bereits 1771 in der einschlägigen Literatur genannt, jedoch wähnte man die Lage des Kastells in den Weinbergen oberhalb der Stadt. Nachdem der spätere Streckenkommissar der Reichs-Limeskommission (RLK), Wilhelm Conrady, 1882 vergeblich versucht hatte, die Garnison zu finden, gelang es ihm im Herbst und Winter 1884 trotz schwieriger Bedingungen, die Strukturen des Kastells unter der dichten, mittelalterlichen Überbauung schematisch zu erfassen. Seine Grabungsschnitte und Sondagen ließen die Ausmaße der Anlage, ihre vier Tore sowie in groben Zügen die Principia, das Stabsgebäude der Garnison, erkennen. 1901 fand sich im Bereich der einstigen Principia-Vorderfront, an der heutigen Einmündung der Schmiedgasse in die Römerstraße, das Fragment eines Reliefs mit der römischen Siegesgöttin Victoria. Im gleichen Areal kam 1921 der Rest einer Bauinschrift aus dem Boden, zu dem das Viktoria-Bruchstück mit Sicherheit gehörte.
Rund 100 Meter vor der südlichen Kastellmauer wurden 1954 beim Bau einer Tankstelle sieben Altäre der römischen Straßenpolizei (Benefiziarier) entdeckt. 1959 kam bei einem Schulneubau (heute Pflegezentrum Obernburg) rund 200 Meter nördlich des Kastells ein römischer Brunnen zutage, der die Reste von zwei Jupitergigantensäulen aus dem römischen Lagerdorf enthielt. Bis 1984 wurde nördlich des Kastells, im Bereich der ehemaligen Polizeiinspektion (bis 2008) an der Römerstraße 93, das antike Gräberfeld mit vielen Funden bekannt. Bereits 1849 hatte der damals nach Obernburg zur Revolutionsbekämpfung abkommandierte Major Maximilian Ney eine Abteilung Soldaten damit beauftragt, längs der nordwärts aus dem Städtchen führenden Chaussee im Bereich des heutigen Amtsgerichts „eine Menge von römischen Gefässen, die allem Anscheine nach aus Gräbern stammten“, ausgraben zu lassen. Die Funde kamen in das Germanische Nationalmuseum nach Nürnberg, wo sie jedoch aufgrund eines Schreibfehlers in der Eingangsliste (Oberndorf statt Obernburg) erst 1968 korrekt zugeordnet werden konnten. Auch der Nachweis des älteren Holz-Erde-Vorgängerkastells wurde mehrfach erbracht. Unter anderem 1985/86 bei Grabungen im Löwengarten sowie beim Neubau der Polizeiinspektion an der Miltenberger Straße 13 im Jahr 2004. Zwischen 2000 und 2007 fanden erneut Untersuchungen im Bereich der 1954 errichteten Tankstelle statt, dabei konnte die vollständige Dienststelle der Straßenpolizei mit einem Weihebezirk erfasst werden.

## Entwicklung
Ein erstes Holz-Erde-Kastell wurde nach Analyse des Fundmaterials und der überregionalen Fundzusammenhänge unter anderem durch die Archäologen Egon Schallmayer und Barbara Pferdehirt in die Zeit kurz nach 100/101 n. Chr. bzw. 100/110 n. Chr. verortet und nach Ausweis einer Bauinschrift, die im Bereich der zum Stabsgebäude gehörenden Vorhalle aufgefunden wurde, wahrscheinlich im Jahr 162 durch das Steinkastell abgelöst. Dieses Datum korrespondiert mit etlichen dendrochronologischen Daten aus der Zeit des Aufbaus der hölzernen Limespalisade am Vorderen Limes (jüngere Odenwaldlinie) und deren Fortsetzung durch die rätische Mauer. Außerdem kann das Gründungsdatum von Lagerdörfern (Kastell Buch) und wichtige Baumaßnahmen in anderen Kastellen (Aalen)  an den damals ausgebauten Grenzschneisen mit den sechziger Jahren des 2. Jahrhunderts in Verbindung gebracht werden. Dieses Jahrzehnt steht für große Ausbau- und Befestigungsmaßnahmen an der Grenze zum germanischen Barbaricum. Nach den Befunden der verschiedenen Brandschichten zu urteilen, wurde es um 233 n. Chr., während eines Alamannenangriffs, zumindest teilweise wieder zerstört. Es blieb aber noch bis zur Räumung des obergermanischen Limesgebietes (Agri decumates) um 260/275 n. Chr. besetzt. Die Münzreihe endet bereits in den Jahren 244/247 während der Herrschaft des Kaisers Philippus Arabs. Nach dem Rückzug der Römer wurde das Lagerdorf aber offenbar teilweise wiederbesiedelt, wie diesbezügliche Funde nahelegen.

## Kastell

### Holz-Erde-Kastell
Bereits seit längerer Zeit ist im bebauten Umfeld südlich der Porta principalis dextra des Steinkastells, mindestens ein älteres Holz-Erde-Lager mit einem zweiphasigen Kastellgraben – abschnittsweise – bekannt.
Der Graben, der unter anderem 2004 in der Miltenberger Straße 13 angeschnitten wurde, wird von einer jüngeren römischen Straßentrasse überlagert, die geradewegs zum Südwesttor des Steinkastells führt. Bei diesem Holz-Erde-Lager könnte es sich somit um die älteste römische Militäranlage an diesem Platz handeln. Es ist möglich, dass dieses Lager auch noch einige Zeit parallel zum Steinkastell existierte, um dann aufgegeben und schließlich von dem sich immer weiter ausdehnenden Lagerdorf überbaut zu werden.

### Steinkastell
Das annähernd rechteckige, 188 × 166 Meter (= 2,98 ha) umfassende Steinkastell Obernburg besitzt den für die mittlere Kaiserzeit typischen, weitgehend genormten Grundriss mit abgerundeten Lagerecken (Spielkartenform). Die Prätorialfront, die dem Feind zugewandte Hauptseite des Kastells mit der Porta praetoria, war nach Südosten, zum Main hin ausgerichtet.

#### Kastellmauer
Die Wehrmauer war 2,10, mit Sockel 2,20 Meter breit. Insgesamt schwankte die Mauerbreite zwischen 1,85 bis 2,25 Metern im Sockelbereich.
Wie die bei den Grabungen mehrfach angetroffenen Befunde zeigten, waren die Zinnen einst mit den für Limeskastelle typischen, halbwalzenförmigen steinernen Abschlüssen bekrönt gewesen.
Nördlich des südwestlichen Zwischenturmes fanden sich noch drei Lagen sehr gut erhaltenes Quadermauerwerk der Umwehrung mit sauber ausgeführten Fugen. Daraus ergab sich, dass die Mauer im unteren Bereich ähnlich wie die Wachtürme am Odenwaldlimes gegliedert war. Auf der Fundamentierung stand eine 20 Zentimeter hohe Quaderschicht, danach sprang die Umwehrung zehn Zentimeter zurück. In diesem Bereich lag eine Schicht 22 Zentimeter hoher, keilförmig behauener Sockelsimse, die mit ihrer abgeschrägten Oberfläche nach außen zeigten. Über diesem Sims hatten sich noch zwei Lagen Steinschichten von je 22 Zentimetern Höhe erhalten. Die Quader waren zwischen 38 und 73 Zentimeter lang. Im Schutt des Turmes fanden sich außerdem noch zwei Stücke des Karnisgesimses sowie halbrunde Zinnendeckel.

#### Tore und Türme
An mindestens drei Seiten des Kastells lag je ein doppelspurig angelegtes Tor, das von je zwei Türmen flankiert wurde. Die Doppeltorigkeit der Porta decumana (Nordwesttor) ist eine bloße Annahme Conradys, da bereits 1884 an ihrer Stelle seit Jahren ein großer Bierkeller lag und die rückwärtige Lagermauer im Allgemeinen schon damals stellenweise fast vollkommen abgetragen war, so dass ihr Verlauf partiell nur durch die Verfärbung des Kastellgrabens verfolgt werden konnte.
Nach Untersuchungen im Bereich des südwestlichen Zwischenturms in der Retentura (Hinterlager) der Garnison, wurde festgestellt, dass dieser Turm 20 cm aus der Wehrmauer hervorsprang. Diese Bauart wiederholte sich an allen übrigen Turmstellen der Anlage, mit Ausnahme der vier Ecktürme, von denen sich keine deutlichen Spuren mehr erhalten hatten.

#### Gräben
Als Annäherungshindernis war hinter einer Berme, die an mehreren Stellen zwischen 70 und 75 Zentimetern Breite eingemessen wurde, ein 3,75 Meter breiter Spitzgraben um die Anlage gelegt, der während der Untersuchung durch Conrady auf einer damals freien Wiesenfläche rund 20 Meter vor der nordwestlichen mittelalterlichen Stadtmauer, noch 1,60 Meter tief erhalten war. Der Grabenschnitt zeigte, dass sich an dessen Sohle ein 15 bis 20 Zentimeter tiefer Abzugsgraben befand. Nachdem Conrady in dem untersuchten Areal auf römischen Bodenniveau in einem Abstand von einem Meter zum äußeren Grabenrand auf keine weiteren Anhaltspunkte für einen zweiten Kastellgraben stieß, vermutete er, dass Obernburg möglicherweise nur einen Graben besessen hat.

### Innenbebauung
Spuren der Innenbebauung festzustellen fiel in dem dichtbesiedelten mittelalterlichen Stadtkern von Obernburg naturgemäß schwer, jedoch konnten die Principia (Stabsgebäude) in ihren groben Strukturen zweifelsfrei nachgewiesen werden.

#### Principia
Dieser Verwaltungsbau, der sich mit seinen Amtsstuben um einen rechteckigen Innenhof gruppierte, nahm das Zentrum der Garnison direkt hinter dem Schnittpunkt der Via principalis und der Via praetoria ein. Quer über der Via principalis liegend, vor die Principia gesetzt, befand sich eine große Mehrzweckhalle, deren genaue Dimensionen für Obernburg nicht bekannt sind. Am besten sind noch Mauerreste aus dem Bereich der hinteren Bebauung des Stabsgebäudes untersucht worden. Dort lag in der Mittelachse des Bauwerks das Fahnenheiligtum in dem sich auch ein Kultbild des Kaisers befand.
Links und rechts des Heiligtums lagen die nebeneinander angeordneten Diensträume. Dieses Heiligtum, in dem die Standarten der Einheit aufbewahrt wurden, besaß in Obernburg eine halbrunde Apsis, die aus der Rückwand des Kastells herausragte. Die Ausgestaltung des Heiligtums mit Apsiden war in den römischen Kastellen speziell im germanischen Raum seit Mitte des 2. Jahrhunderts üblich geworden. Dieses Baudetail legt nahe, dass die 1921 aufgefundenen Bauinschrift mindestens den Steinausbau des Stabsgebäudes beschreibt.

#### Lagerbad
Das zum Kastell gehörende Bad, das höchstwahrscheinlich von den Bewohnern des Lagerdorfes mitbenutzt wurde, konnte bis heute nicht lokalisiert werden.

### Bauinschrift

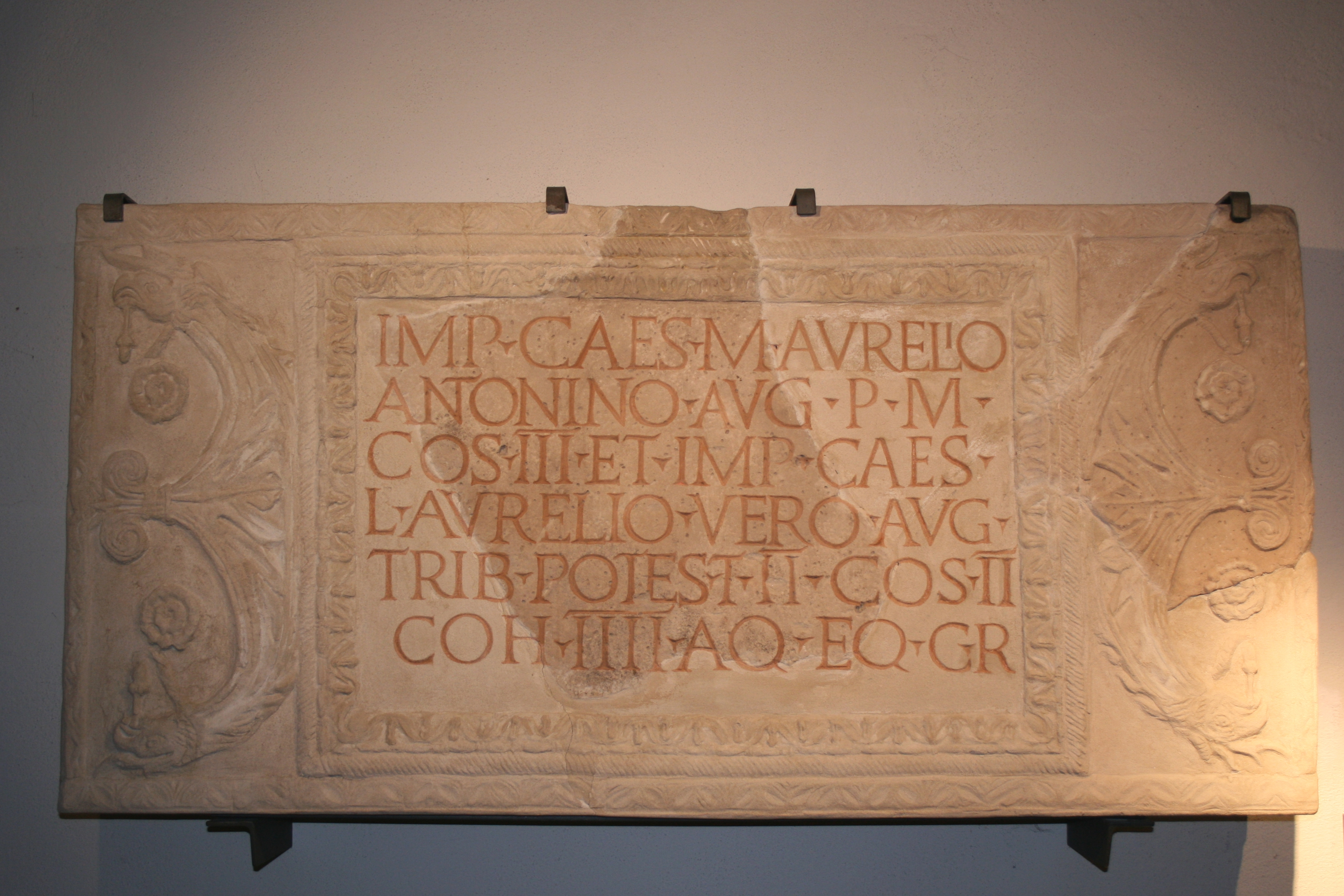
Bauinschrift aus der Querhalle der Principia, heute im Römermuseum Obernburg

Die bruchstückhaft erhaltene Inschrift aus dem Bereich der Principia nennt die Cohors IIII Aquitanorum equitata civium Romanorum als Kastellbesatzung. Die fehlenden Buchstaben werden in der restaurierten Bauinschrift, die im Römermuseum Obernburg zu sehen ist, etwas abweichend vom Text AE 1923, 30 rekonstruiert, den der Prähistoriker Georg Hock (1875–1936) ergänzte. Dies hat jedoch keine wesentlichen Auswirkungen auf den Inhalt.
Imp(eratori) Caes(ari) Marco [Aurelio]
Antonino Aug(usto) [tr(ibunicia) p(otestate) XVI]
[c]o(n)s(uli) III et imp(eratori) C[aes(ari)]
[L(ucio) A]urelio Vero [Aug(usto)]
[tri]b(unicia) potest(ate) II co(n)s[uli II]
[co]h(ors) IIII Aq(uitanorum) eq(uitata) c(ivium) R(omanorum)
Übersetzung:
Dem Kaiser Marcus Aurelius Antoninus Augustus, zum sechzehnten Mal im Besitz der tribunizischen Gewalt, zum dritten Mal Konsul, und dem Kaiser Lucius Aurelius Verus Augustus, zum zweiten Mal im Besitz der tribunizischen Gewalt, zum zweiten Mal Konsul, (hat) die 4. teilberittene Kohorte der Aquitanier römischen Rechts (das Lager/Kastell errichtet).
Aus der Kaisertitulatur ergibt sich die Datierung der Inschrift in das Jahr 161/162.

### Kleinfunde
Während der Ausgrabungen an der Westecke fanden sich neben gewöhnlichen Ton- und Sigillatascherben zwei Ziegelstempel der Mainzer 22. Legion „Primigenia“ sowie ein rundes, 82 Millimeter großes Medaillon mit der Herstellerinschrift „Iustus fecit“ (Justus hat dies hergestellt). Auf der vergeblichen Suche nach Spuren des vollständig abgetragenen Turms zwischen der Westecke und der Porta decumana fand Conrady im mutmaßlichen Areal die einzige Münze der Grabung von 1884, einen Denar des Kaisers Elagabal (218 bis 222).

## Truppen und Militärpersonal

### Cohors I Germanorum
Die hier stationierte Auxiliartruppe bestand vielleicht Anfang des 2. Jahrhunderts aus der für Obergermanien nachgewiesenen Cohors I Germanorum („1. Kohorte der Germanen“). Diese Vermutung beruht auf vier Ziegelstempeln, die 1994 beim Aushub für das Pflegezentrum Obernburg gefunden wurden. Danach löste sie im Kastell Wimpfen im Tal die dortige Cohors II Hispanorum ab, die wiederum an den Main, nach Stockstadt wechselte. Von dort stammt neben Ziegelstempeln auch eine Weihinschrift der 1. Germanenkohorte. Im weiteren Verlauf wurde diese Einheit im Zuge der Errichtung des jüngeren Odenwaldlimes an den Standort Kastell Jagsthausen vorverlegt. Die früheste Inschrift dieser Limeslinie wurde in Jagsthausen noch vor dem Tod des Kaisers Antoninus Pius (138 bis 161) gesetzt.

### Cohors IIII Aquitanorum

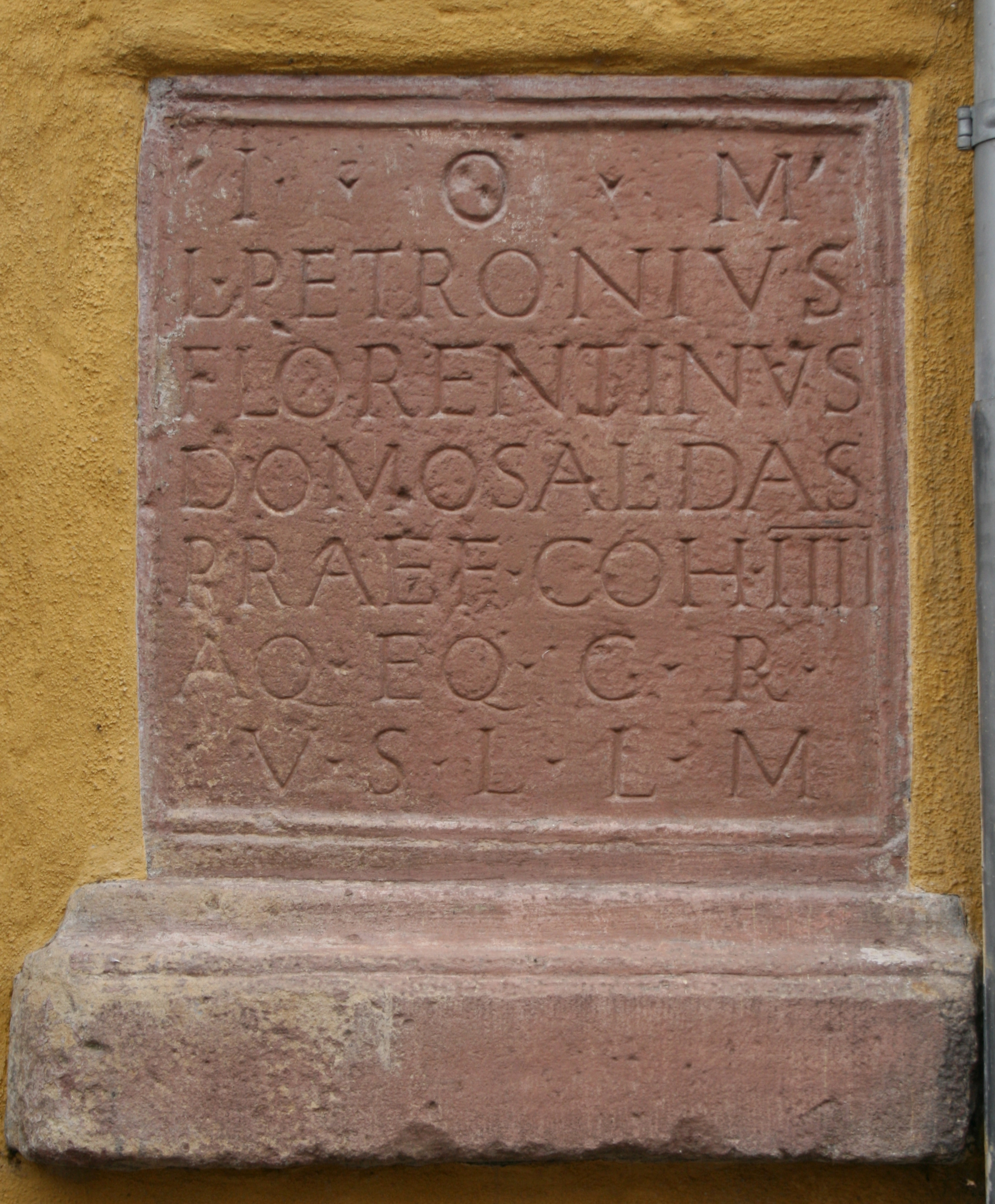
Lucius Petronius Florentinus, Kommandeur der Cohors IIII Aquitanorum weihte diesen Stein an Jupiter

Zur Geschichte der Einheit gibt es einige ungeklärte Fragen. So ist nicht sicher, ob die aus der Nähe von Saint-Lizier im antiken Aquitanien stammende Grabinschrift für einen Zenturio der Cohors Aquitanorum quarta tatsächlich mit der in Obernburg genannten Hilfstruppe identisch ist, zumal die Inschrift der iulisch-claudischen Zeitstellung zugeordnet wird. Falls diese Datierung stimmt, würde dem ein Militärdiplom aus Debeletz, Bulgarien, vom  20. September 82 n. Chr. entgegenstehen, in dem berichtet wird, dass es Kaiser Vespasianus (69 bis 79 n. Chr.) gewesen ist, der die Cohors IIII Aquitanorum aufgestellt hat. Durch das Diplom CIL XVI, 20 ist bekannt, dass die Kohorte bereits am 21. Mai 74 n. Chr. in Obergermanien stand. Das bulgarische Militärdiplom bestätigt diesen Standort rund acht Jahre später. Eine weitere, mehrfach überlieferte Nennungen dieser Einheit in Obergermanien erfolgte am 27. Oktober 90 n. Chr. Die Aquitanier waren vor ihrem Einsatz in Obernburg im Kastell Friedberg auf dem Burgberg in der Wetterau stationiert. Dies wird aus Ziegelstempeln der Einheit geschlossen, die dort gefunden wurden. Bis 89 n. Chr. soll die Truppe dort geblieben sein. Es ist jedoch nicht bekannt, wann sie nach Obernburg verlegt wurde. Sowohl am 8. September 116 als auch 130 und am 16. Oktober 134 werden die Aquitanier erneut in Obergermanien bestätigt. Ob die Einheit mit der im Jahr 204 in Oberpannonien erwähnten Cohors IIII Aquitanorum identisch ist, kann ebenfalls nicht gesagt werden. In der römischen Armee wurden die Namen von Einheiten teilweise auch doppelt vergeben.
Ein Kommandeur der Aquitanier, der Praefectus cohortis (Kohortenpräfekt) Lucius Petronius Florentinus aus der Hafenstadt Saldae, heute Béjaïa, in der nordafrikanischen Provinz Mauretania Caesariensis, blieb in Obernburg mehrfach namentlich bekannt. Seine aus Sandstein gefertigte Weihestele an Jupiter wurde eingemauert im Obernburger Gasthaus zur Krone aufgefunden. Bemerkenswerterweise blieb von dem gleichen Offizier auch ein Altar an die Schutzgöttinnen des Exerzierplatzes erhalten, aus dem neben seiner mauretanischen Herkunft hervorgeht, dass sein Vater Lucius ursprünglich aus der Tribus Stellatina im Gebiet der etrurischen Stadt Veii stammte. Und noch ein dritter Stein nennt Lucius Petronius Florentinus. Er wurde von dem aus Ostia stammenden Militärarzt Marcus Rubrius Zosimus zum Wohl  der Gesundheit seines Kommandeurs errichtet und kam nordöstlich des Kastells nahe der dortigen Ausfallstraße ans Licht. Marcus Rubrius Zosimus erfüllte mit diesem Stein ein Gelübde. Offenbar war Lucius Petronius Florentinus schwer erkrankt oder verwundet und konnte genesen. Dieser Altar aus Sandstein befindet sich heute in Aschaffenburg.
I(ovi) O(ptimo) M(aximo)
Apollini et Aes
culapio Saluti
Fortunae sacr(um)
pro salute L(uci) Pe
troni Florenti
ni praef(ecti) coh(ortis) IIII
Aq(uitanorum) eq(uitatae) c(ivium) R(omanorum) M(arcus) Ru
brius Zosimus
medicus coh(ortis) s(upra) s(criptae)
domu Ostia
v(otum) s(olvit) l(ibens) l(aetus) m(erito)
Übersetzung:
Jupiter, dem besten und größten, dem Apollon und dem Aesculapius, der Salus, der Fortuna geweiht. Für die Gesundheit des Lucius Petronius Florentinus, Kommandeur der 4. teilberittenen Kohorte der Aquitanier römischen Rechts, hat Marcus Rubrius Zosimus, Arzt der oben genannten Kohorte, aus Ostia stammend, sein Gelübde gern, freudig und nach Gebühr eingelöst.
Der Gelübdestein des Caius Tettius Secundus, ein anderer Kohortenpräfekt der Cohors IIII Aquitanorum equitata civium Romanorum, wurde weit verschleppt, im 120 Kilometer entfernten Nieder-Ingelheim aufgefunden. Man vermutet, dass die Verschleppung in Zusammenhang mit dem Aufbau der Ingelheimer Kaiserpfalz steht.

### Numerus Brittonum et Exploratores Nemaningenses
Ein im Mittelalter nach Aschaffenburg verschleppter Weihestein nennt für den 13. August 178 weitere Truppen, die früher mit Stockstadt und dann mit dem sechs Kilometer entfernten Obernburg in Verbindung gebracht wurden:
Apollini et
Dianae n(umerus) Brit(tonum)
et explorat(ores)
Nemaning(enses) c(uram)
agen(te) T(ito) Aurel(io) / Firmino |(centurione)
leg(ionis) XXII Pr(imigeniae) P(iae) F(idelis) / v(otum) s(olverunt) l(ibentes) l(aeti) m(erito) Idibus
Augus(tis) Orfito
et Rufo co(n)s(ulibus)
Übersetzung:
Für Apollon und Diana. Die Einheit der Brittonen und der Aufklärereinheit von der Mümling unter der Aufsicht des Titus Aurelius Firminus, Zenturio von der 22. Legion „Primigenia“, pflichtbewusst und treu. Sie haben ihr Gelübde gern, freudig und nach Gebühr eingelöst. In den Iden des Augusts als Orfitus und Rufus Konsuln waren.
Von den gleichen Heeresverbänden ist eine weitere nach Aschaffenburg verschleppte und heute verschollene Inschrift bekannt:
I(ovi) O(ptimo) M(aximo) [et Genio?]
n(umeri) Brit(tonum) [et expl(oratorum)]
Neman[in]g(ensium)
Q(uintus) B[3]ius
 Br[3]us |(centurio)
[l]eg(ionis) XXII P[r(imigeniae) P(iae) F(idelis)]
 v(otum) s(olvit) l(ibens) l(aetus) m(erito)
Übersetzung:

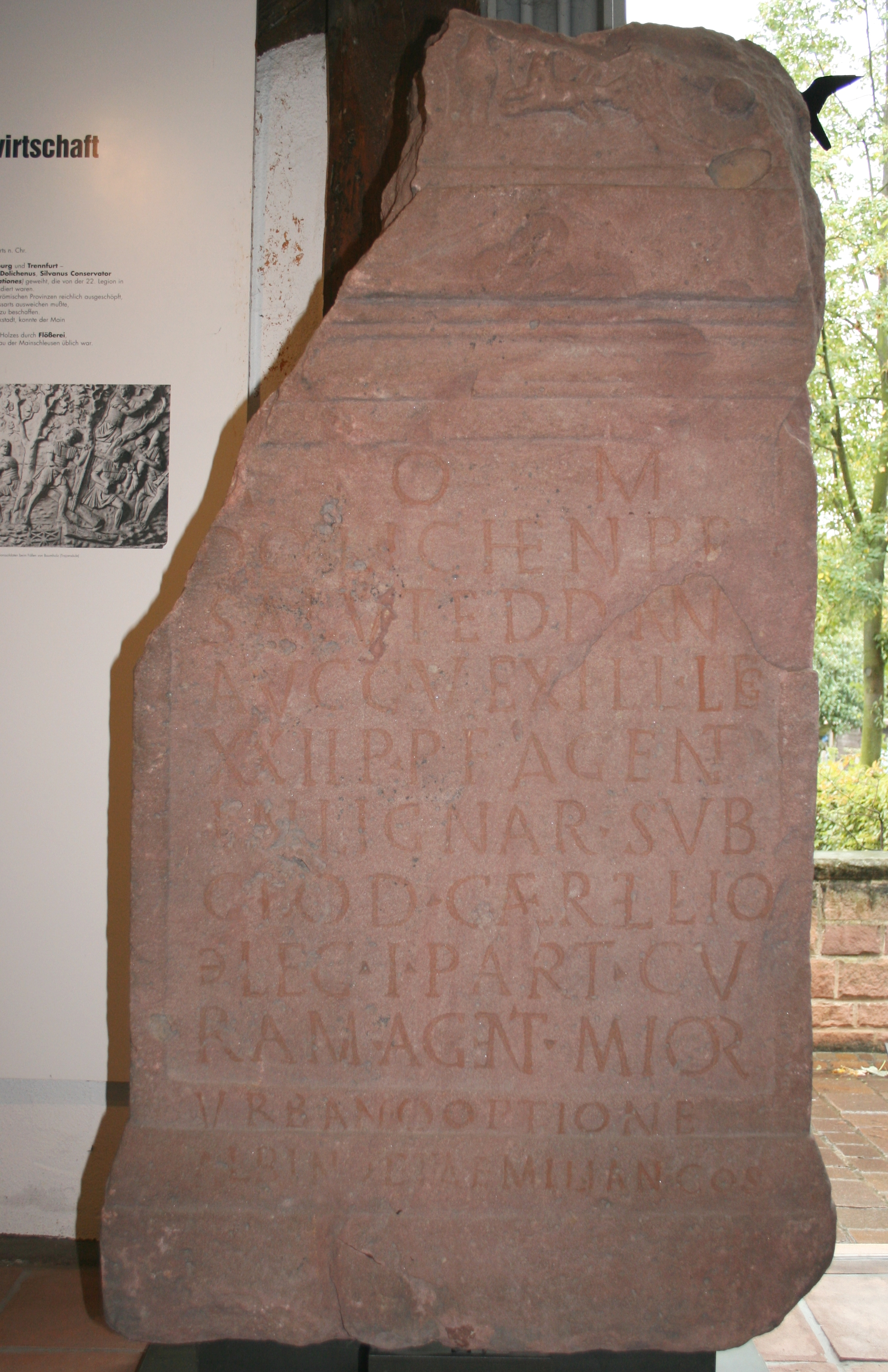
Inschrift eines Holzfällerkommandos der Legio XXII im Römermuseum.

Jupiter, dem Größten und Besten ... Die Einheit der Brittonen und die Aufklärereinheit von der Mümling unter dem Zenturio Quintus B...ius Br....us von der 22. Legion „Primigenia“, pflichtbewusst und treu, hat ihr Gelübde gern, freudig und nach Gebühr eingelöst.
Der Numerus Brittonum trug wahrscheinlich wie die Exploratores das Nemaningensium im Namen. Vielleicht standen diese beiden Verbände in dem südlich des Steinkastells gelegenen Holz-Erde-Lager, was jedoch fraglich ist. Dieses Lager hätte, sollte die erste Inschrift aus Obernburg stammen, im Jahr 178 noch existiert haben müssen. Aufgrund der Befunde aus den neuen Grabungen lässt sich feststellen, dass die Anwesenheit der beiden Einheiten dort jedoch nur für kurze Zeit hätte sein können. Daher liegt es nahe, die Brittonen und Aufklärer eher als Besatzung für das Kastell Wörth zu vermuten und den Ursprung der Steine dort zu suchen.

### Legio XXII Primigenia
Das in Mogontiacum (Mainz) liegende Hauptquartier der Legio XXII Primigenia hat im Laufe der Geschichte immer wieder spezielle Abteilungen für Sonderaufgaben abgestellt. 1889 wurde in geringer Entfernung zur linken Flanke des Kastells Obernburg (Nordostseite), nahe dem Beginn der Eckabrundung zur Praetorialfront, bei Ausschachtungen für einen Neubau der Gerberei Wörn in rund einem Meter Tiefe der aus rotem Buntsandstein gefertigte Altarstein einer Vexillation der Mainzer Legion entdeckt, der in das Jahr 207 datiert. Damals war ein Kommando der Legion zur Holzbeschaffung in Obernburg, das der Zenturio Publius Volusinius Sabinus und sein Stellvertreter, der Optio Titus Honoratius Dentilianus führte. Da mehrere dieser zeitlich nahe geweihten Inschriften von Holzfällertrupps im Bereich des Mainlimes überliefert sind (datiert von 206 bis 214 n. Chr.), sowie aufgrund anderer nachweisbarer Ereignisse in Obergermanien, geht die Wissenschaft von einem damals großangelegten mehrjährigen Bau- bzw. Renovierungsprogramm für Militärplätze dieser Provinz aus.

## Vicus, Gräberfelder und nachkastellzeitliche Nutzung

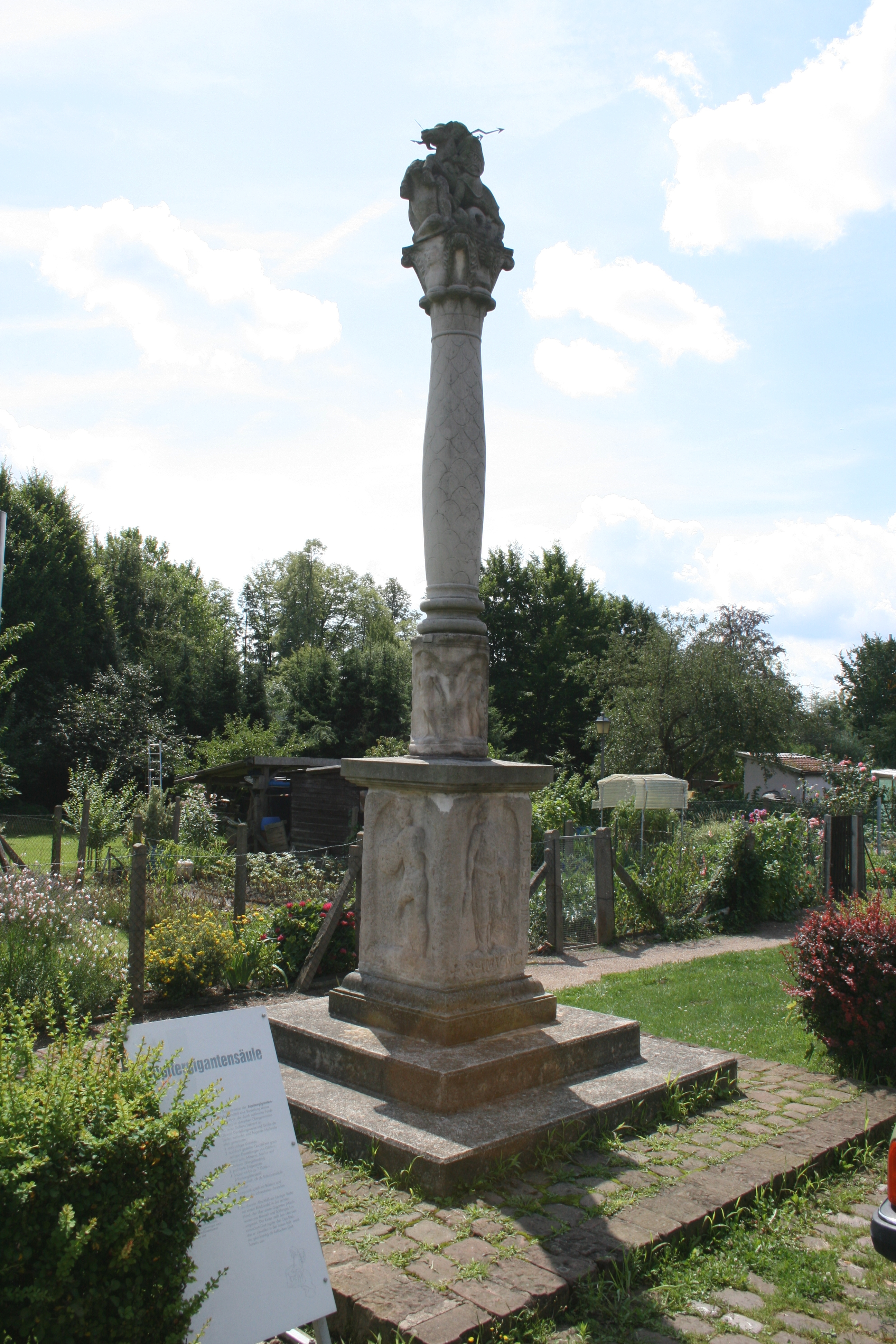
Jupitergigantensäule (Nachbildung) vor dem Museum in Obernburg

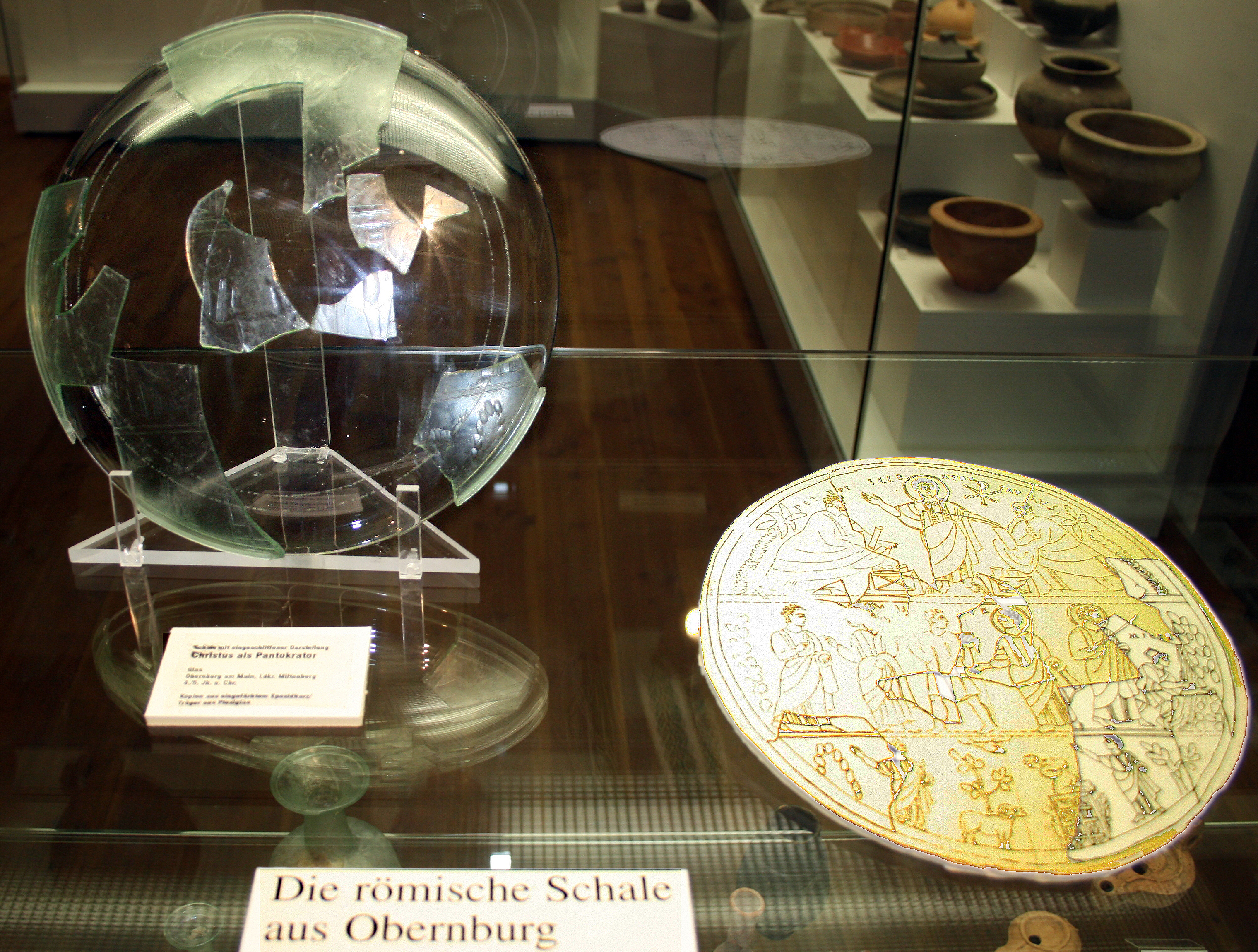
Spätrömische Glasschale mit christlichen Motiven im Römermuseum

An seinen Landseiten wurde das Kastell von einem weitläufigen Lagerdorf (Vicus) umgeben. Die Ausdehnung in südlicher Richtung betrug etwa 350 m, nördlich etwa 250 m, die Einwohnerzahl wird grob auf 500 bis 1000 geschätzt. Die Größe des Vicus änderte sich im Laufe der Zeit; so ergab die Ausgrabung von 2004 im südlichsten Teil des Lagerdorfes, dass dieser Bereich wohl nur bis Ende des 2. Jahrhunderts besiedelt war, da jüngere Fundgruppen fehlten. Vor allem südlich der Porta principalis dextra, entlang der dort erfassten Römerstraße nach Wörth, konnten bisher größere zusammenhängende Flächen untersucht werden. Dabei wurde deutlich, dass auch an diesem Garnisonsplatz mit den typischen länglichen Streifenhäusern in Holzbauweise in der Zivilsiedlung zu rechnen ist. Alleine für den Obernburger Vicus sind drei Jupitergigantensäulen nachgewiesen, die im nördlichen Obergermanien sehr verbreitet sind. Interessant ist die Darstellung einer Reitergruppe der Säulen, die im örtlichen Römermuseum gezeigt wird. Der Reiter trägt hier als Attribut ein Rad, das normalerweise dem keltischen Gewittergott Taranis zugehörig ist. Ein zum selben Fund gehörender, ebenfalls an Jupiter geweihter Altar weist im Giebelfeld das gleiche dreispeichige Rad auf. Dies kann als Indiz für einheimische religiöse Vorstellungen gedeutet werden. Nördlich des Kastells, am Ende des dortigen Vicus-Bereiches, wurden bei der ehemaligen Polizeiinspektion (bis 2008) viele Funde aus dem römischen Gräberfeld bekannt.
Als staatliche Einrichtung gab es im Vicus eine Benefiziarierstation (siehe eigener Abschnitt), die einen wohl staatlichen Großbetrieb zur Buntmetallverarbeitung ablöste. Durch Funde konnten im Obernburger Lagerdorf eine private Ziegelproduktion, eine Knochenschnitzerei und ein Hersteller von Beschlägen repräsentativer Kästchen und Truhen nachgewiesen werden. Ein gefundener Säulenrohling weist auf Steinmetze beziehungsweise Bildhauer hin, die ihr Rohmaterial vermutlich aus Steinbrüchen an der Limesstraße zwischen Obernburg und Wörth eventuell auch vom nördlichen Stadtrand bezogen.
Nach dem Abzug der Römer aus den Kastellen des Mainlimes ließen sich im Laufe der Zeit sowohl in den verlassenen Lagerdörfern als auch im weiteren Umfeld, aber auch im Kastellbereich Germanen nieder, haben oder hielten sich dort zumindest zeitweilig auf. Alamannische Funde sind aus mehreren Kastellorten am Mainlimes bekannt; in Obernburg fanden sich spätantike römische Münzen. Zudem wurde 1996 bei einer Rettungsgrabung im Kastellbereich von Obernburg auch eine aus Italien importierte, schliffverzierte Glasschale, die christliche Motive zeigte, entdeckt. Das Stück datiert auf das späte 4. Jahrhundert.

## Benefiziarierstation

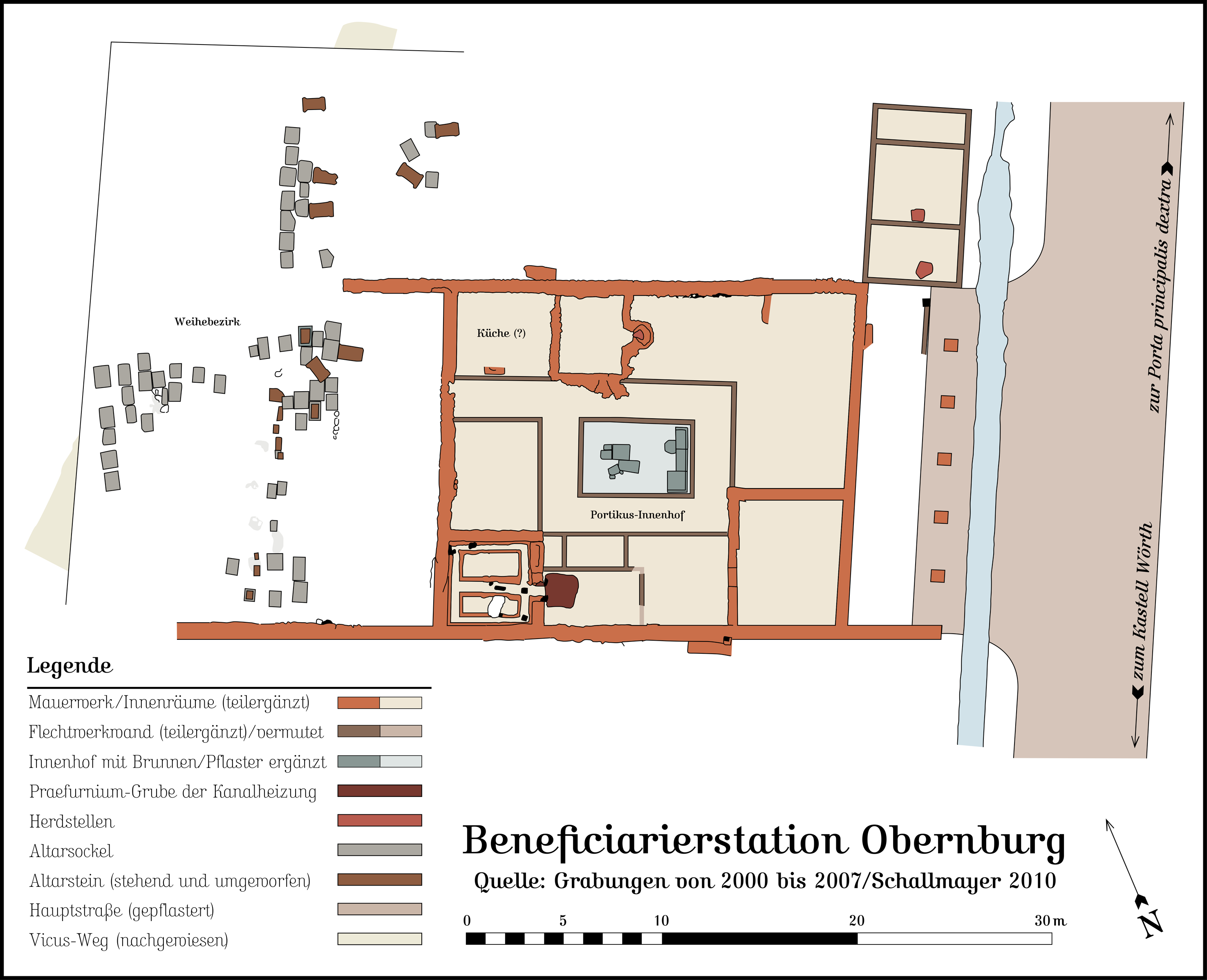
Die bis 2007 ergrabene Obernburger Benefiziarierstation

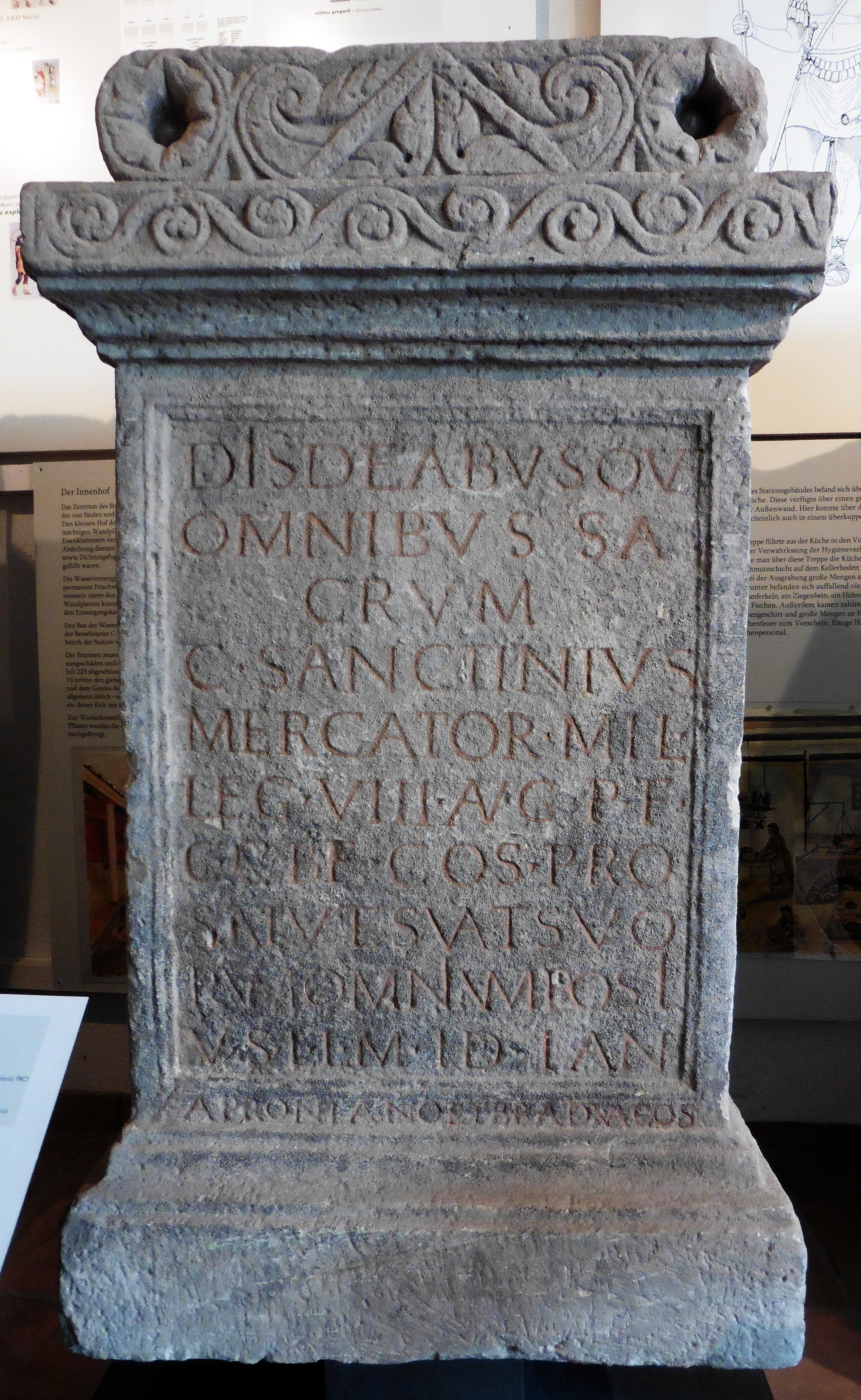
Eine der Benefiziarier-Weihinschrift

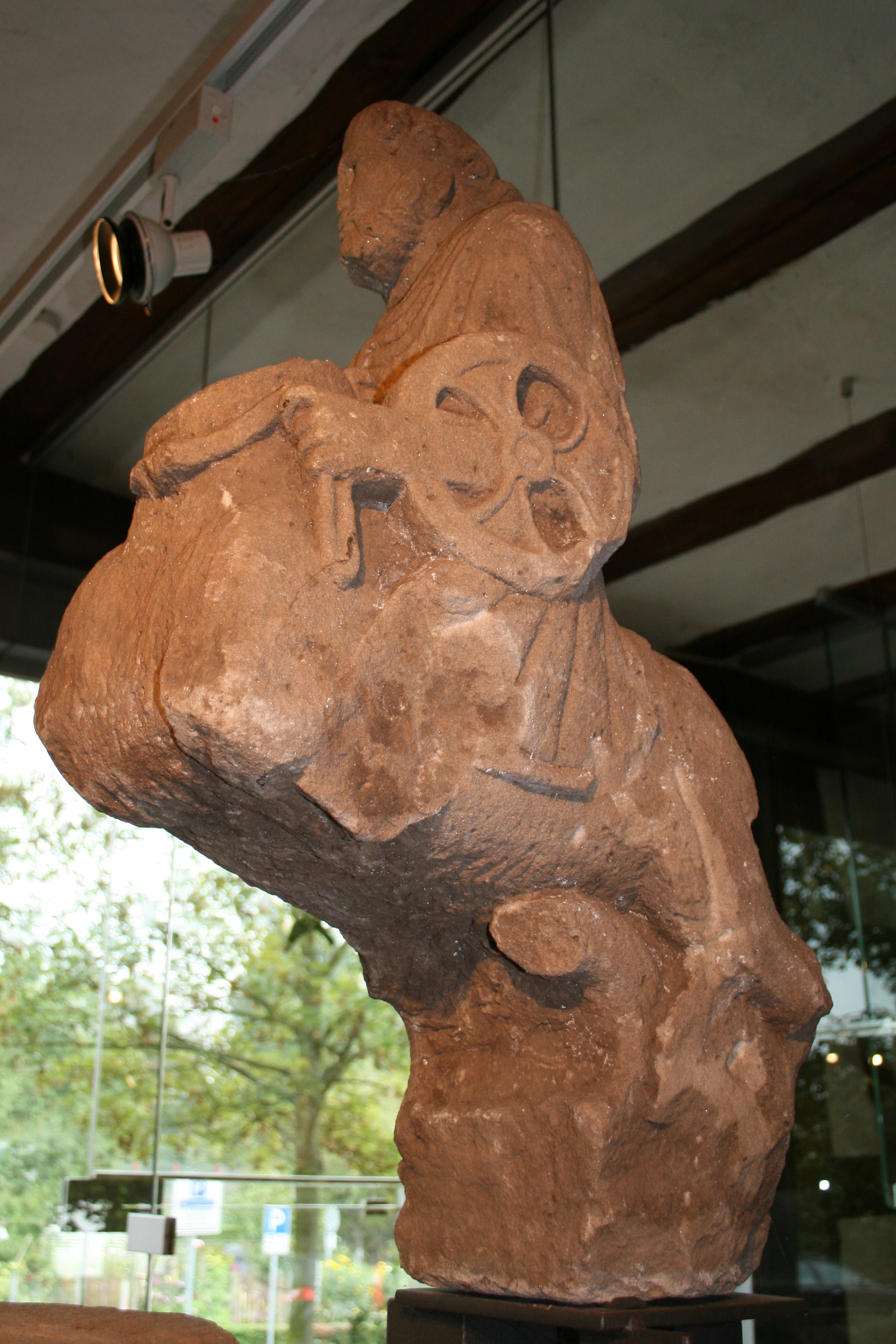
Reiter einer Jupitergigantensäule mit dreispeichigem Rad im Römermuseum.

Mit den Ausgrabungen von 2000 bis 2007 gelang es erstmals, den Grundriss einer römischen Benefiziarierstation mit allen wesentlichen Teilbereichen, das heißt Amts- und Wohnräume sowie Weihebezirk, zu erforschen und dokumentieren. Damit konnten auch zum ersten Mal Erkenntnisse darüber gewonnen werden, wie sich die Station in den Vicus einbindet.
Bereits im Mai 1954 waren im Zuge eines Tankstellenneubaus sieben Weihealtäre von römischen Straßenpolizisten (Benefiziariern) geborgen worden, die von den beiden provinzeigenen Legionen in Mogontiacum (Mainz) und Argentorate (Straßburg) gestellt worden waren. Da diese Altäre zumeist nahe einer entsprechenden Benefiziarierstation errichtet wurden, hatten die Forscher von nun an eine ungefähre Vorstellung von der Lage dieses Dienstgebäudes. Die damaligen Suchschnitte blieben indes erfolglos. Nach einem Abriss der Tankstelle, sollte das Grundstück neu bebaut werden. Im Vorfeld dieser erneuten Bebauung nutzte die Archäologische Staatssammlung München gemeinsam mit dem bayerischen Landesdenkmalamt die Möglichkeit, das Gelände ab Juli 2000 umfangreich zu untersuchen. Dabei stieß man neben einem großen Weihebezirk auch auf das Amtsgebäude und konnte den südwestlichen, rückwärtigen Teil untersuchen. Eine Nachgrabung 2002 galt dem rückwärtigen nördlichen Bereich des Bauwerks. Die letzten archäologischen Arbeiten 2007 widmeten sich dem nördlichen Frontbereich der Station der unter einem unbebauten Grundstücksteil liegt. Dabei wurde auch die südwestliche römische Haupt- und Ausfallstraße nach Wörth angeschnitten. Die Befundsituation war erstaunlich gut, da die antike Dienststelle nahe dem Fuße des Stadtberges angelegt worden war und eine Erosionsrinne hier ihren Schüttungsbereich besaß. So hatte sich nach Aufgabe der Station sandiger Hanglehm in einer Mächtigkeit von 1,10 bis 2,50 Metern über dem antiken Horizont abgelagert. Die hervorragende Ausgangsbasis für die Grabungen wurde zunächst durch die Nichteinhaltung von Absprachen getrübt, da die Baggerarbeiten noch vor dem Eintreffen der Grabungsmannschaft unter der Leitung des Archäologen Bernd Steidl aufgenommen worden waren. Dabei hatten die Verantwortlichen nicht nur eine Kernzone der antiken Weihestätte zerstört, sondern teils schwerste Beschädigungen an den Monumenten angerichtet. Die Archäologen konnten im letzten Moment die gerade laufende Verladung des Abrissschutts der Tankstelle verhindern, in dem sich zehn teilweise verzierte, halbtonnenschwere Altarsockel befanden. Zudem wurden noch ein vollständiger und ein gerade erst zerschlagener Weihealtar gerettet.
Die Station wurde nach Ausweis eines Münzfundes und dem ältesten datierbaren Weihestein kurz vor 144 n. Chr. (nachweislich nach 140 n. Chr.) rund 100 Meter vom Südwesttor des Kastells entfernt an der von dort zum Nachbarkastell Wörth verlaufenden Straße errichtet und befand sich innerhalb der Vicus-Zone. Wie die Nachforschungen ergaben, hatte es vor diesem Gebäude an gleicher Stelle bereits einen mindestens 45 × 30 Meter großen römischen Fachwerkbau gegeben, dessen Dimensionen während der bisherigen Grabungen nur teilweise erfasst werden konnten. 17 Öfen sowie Produktionsabfälle deuten einen ungewöhnlich großen buntmetallverarbeitenden Betrieb (Fabrica) an. Wahrscheinlich wurde er staatlich geführt. Schallmayer mutmaßte, dass dieser Bau zu einem älteren Kastell gehören könnte, während der Ausgräber Steidl an eine frei und exponiert an der Hauptstraße liegende Produktionsanlage dachte. Ein kleinerer Bereich dieser Fabrica brannte ab, der Rest wurde planmäßig niedergelegt, um den Bauplatz für das Amtsgebäude zu schaffen. Um das Jahr 200 wurde das Gebäude renoviert und umgestaltet. Der jüngste datierbare Altar aus dem Weihebezirk der Station stammt vom 13. Januar 224, gestiftet durch den Benefiziarier Nertinius Festus, der von der in Straßburg liegenden 8. Legion „Augusta“ abgestellt worden war. Zehn bis höchstens zwanzig Jahre später brannte die Dienststelle vollständig ab, teilweise wurden Altäre umgestürzt. Waffenfunde könnten vielleicht ein kriegerisches Ereignis andeuten. Einzelne noch brauchbare Bauteile des Dienstgebäudes wurden nach der Zerstörung offenbar für eine Wiederverwendung entfernt.

### Stationsgebäude
Im Gegensatz zu den im Vicus vorherrschenden Holzhäusern ist das Stationsgebäude ein rund 30 × 18 Meter großer, repräsentativer Steinbau. Er folgt mediterranem Bauschema, was in Kastellorten am Limes selten ist. Der zuletzt mit großen Sandsteinplatten gepflasterte Innenhof (peristyl), mit umgebendem Säulengang, beherbergte in seiner Mitte einen Laufbrunnen, dessen quadratischer Trog aus verklammerten Sandsteinplatten bestand. Die um den Hof befindlichen Wohn- und Arbeitsräume sind meist durch leichte Fachwerkwände begrenzt. Der mutmaßliche Wohnraum des Benefiziariers in der hinteren, südlichen Ecke des Gebäudes hat gemauerte Wände, die mit Malerei versehen waren. Der Mörtelfußboden (mit Sandsteinsplittern) des Raumes lag über einer Kanalheizung, die über eine Grube im Nachbarraum beschickt wurde. Nördlich des Wohnraumes wird das Speisezimmer (triclinium) vermutet, das durch den Verbindungsgang von Innenhof zu Weihebezirk von der Küche getrennt wird. Unter dem Küchen- und Wirtschaftsraum, der einen gemauerten Herd besaß, lag ein Vorratskeller, mit dem er über eine Treppe verbunden war. Im Raum östlich davon wird eine Schreibstube angenommen. Außer einer großen Herdstelle fand man in dem Bereich bronzene Zierbesätze soldatischer Ausrüstung und auch ein bronzenes Tintenfass. Weitere mit Herdstellen ausgestattete Zimmer werden als Wohnräume vermutet. Der Frontbereich der Benefiziarierstation kann nur aufgrund der Ausgrabung des nordöstlichen Ecks rekonstruiert werden, der größte Bereich wurde durch moderne Wohnbebauung vernichtet. Vor der steinernen Mauer befand sich eine Raumzeile mit Stampflehmboden, mutmaßlich mit Büros, die zur Straße hin durch eine Fachwerkwand begrenzt war. Im Abstand von etwa einem Meter davor wird eine Säulenreihe (Portikus) angenommen. Die Pflasterung der Straße wurde zuletzt im Bereich der Station bis zur Fachwerkwand erweitert. Zwischen Haus und Straße verlief ein Abwassergraben, dessen Deckelung im gepflasterten Bereich nur vermutet wird. Ein etwa 9 × 5 Meter großer Fachwerkanbau nördlich der Front besaß drei Räume mit insgesamt zwei Feuerstellen und lässt eine Nutzung als Wohnraum vermuten.

### Weihebezirk
Der zweimal erweiterte Weihebezirk lag, von der römischen Straße aus gesehen, hinter der Station. In ihm stellten die Benefiziarier zum Dank für die am Ort glücklich absolvierte halbjährige Dienstzeit einen Weihestein auf, der zumindest dem höchsten Staatsgott Jupiter, oftmals zusätzlich dessen Frau Juno beziehungsweise dem Schutzgeist des Ortes (genius loci), seltener auch anderen Göttern geweiht war. Während der Grabungen 2000 und 2002 sind mindestens 75 Aufstellungen von Weihealtären, teilweise nur durch das Postament, nachgewiesen worden. Immerhin 30 Altäre konnten vollständig oder in Fragmenten geborgen worden. Mit den Altfunden von 1954 sowie zwei Spolien aus der mittelalterlichen Stadtmauer von Obernburg und der Kirche im benachbarten Eisenbach sind nun 39 Benefiziarier-Weihungen zumindest teilweise erhalten geblieben. Die Forscher rechnen mit insgesamt rund 160 Steinen, die ursprünglich an der Benefiziarierstation standen. Die meisten, teils noch aufrecht aus der Lehmanschwemmung herausragend, wurden im Mittelalter als billiges Baumaterial zweckentfremdet. Davon zeugen auch entsprechende Spuren mit Spolien vom Grabungsgelände.

## Römermuseum
Siehe Hauptartikel: Römermuseum Obernburg
Die römische Vergangenheit Obernburgs wird im örtlichen Römermuseum präsentiert. Prunkstück des Museums ist die große Steinsammlung im Erdgeschoss. Sie enthält unter anderem Inschriftensteine der beneficiarii consulares, die Bauinschrift vom Stabsgebäudes des Kohortenkastells sowie Bruchstücke mehrerer Jupitergigantensäulen. Vor dem Museum befindet sich die Rekonstruktion einer solchen Säule.

### Allgemein
- Egon Schallmayer: Der Odenwaldlimes. Entlang der römischen Grenze zwischen Main und Neckar. Konrad Theiss Verlag, Stuttgart 2010, ISBN 978-3-8062-2309-5, S. 68–72.
- Bernd Steidl: Welterbe Limes – Roms Grenze am Main. Begleitband zur Ausstellung in der Archäologischen Staatssammlung München 2008. Logo, Obernburg 2008, ISBN 3-939462-06-3.
- Wolfgang Czysz u. a.: Die Römer in Bayern. Lizenzausgabe, Nikol, Hamburg 2005, ISBN 3-937872-11-6.
- Bernhard Beckmann in: Dietwulf Baatz und Fritz-Rudolf Herrmann: Die Römer in Hessen. Lizenzausgabe, Nikol, Hamburg 2002, ISBN 3-933203-58-9, S. 457–459.
- Dietwulf Baatz: Der Römische Limes. Archäologische Ausflüge zwischen Rhein und Donau. 4. Aufl. Gebr. Mann, Berlin 2000, ISBN 3-7861-2347-0.
- Felix Teichner: Zur Chronologie des römischen Obernburg a. Main, Lkr. Miltenberg, Unterfranken. In: Bericht der bayerischen Bodendenkmalpflege 30/31, 1989/90, S. 179–234 (online).
- Joachim von Elbe: Die Römer in Deutschland. Ausgrabungen, Fundstätten, Museen RV-Verlag, Berlin 1977. ISBN 3-575-01188-5. S. 207 ff.

### Einzelstudien
- Bernd Steidl: Die statio der beneficiarii consularis in Obernburg a. Main – Abschließende Ausgrabungen an der Gebäudefront. In: Das archäologische Jahr in Bayern 2007. Konrad Theiss Verlag, Stuttgart 2008, ISBN 978-3-8062-2156-5. S. 84–86.
- Marcus Jae: Zur römischen Frühzeit und zum Steinkastell von Obernburg. In: Das archäologische Jahr in Bayern 2006. S. 91–94.
- Bernd Steidl: Die Station der beneficiarii consularis in Obernburg am Main. Vorbericht über die Ausgrabungen 2000 / 2002. In: Germania 83, 2005, S. 67–92 (Digitalisat).
- Bernd Steidl: Garant für Recht und Ordnung – Die Benefiziarierstation von Obernburg am Main. In: Das Archäologische Jahr in Bayern 2000. Konrad Theiss Verlag. Stuttgart 2001, ISBN 3-8062-1579-0, S. 81 ff.
- Michael Hoppe, Heide Lüdemann: Neue Untersuchungen im Kastell Obernburg a. Main. In: Das Archäologische Jahr in Bayern 1996. Konrad Theiss Verlag, Stuttgart 1997. ISBN 3-8062-1311-9, S. 132 ff.
- Heide Lüdemann: Ein rhodanisches Reliefmedaillon aus dem Nordvicus des Römerkastells Obernburg a. Main. In: Das Archäologische Jahr in Bayern 1994. Konrad Theiss Verlag, Stuttgart 1995, S. 120–122.
- Dirk Rosenstock: Ausgrabungen im Vicus des Römerkastells Obernburg a. Main, Landkreis Miltenberg, Unterfranken. In: Das Archäologische Jahr in Bayern 1986.  Konrad Theiss Verlag, Stuttgart 1987, S. 121–124.
- Wilhelm Schleiermacher: Neufunde römischer Inschriftensteine am Untermain. In: Aschaffenburger Jahrbuch 2, 1955. S. 134 ff.
- Josef Michelbach: Römerhaus, Obernburg. Funde aus dem Kastell Obernburg. Stadt Obernburg am Main, 1954.
- Georg Hock: Neue römische Funde von Obernburg. In: Germania 13, 1929. S. 59 ff, doi:10.11588/ger.1929.24690.
- Wilhelm Conrady: Die neuesten römischen Funde in Obernburg. In: Westdeutsche Zeitschrift für Geschichte und Kunst Nr. 9, 1890. S. 164 ff.
- Wilhelm Conrady und J. Jacobs in der Reihe Der obergermanisch-raetische Limes des Roemerreiches (Hrsg. Ernst Fabricius, Felix Hettner, Oscar von Sarwey): Abteilung B, Band 3, Kastell Nr. 35 (1903)